# Брасовский район
Бра́совский район — административно-территориальная единица (район) и муниципальное образование (муниципальный район) в Брянской области России.
Административный центр — посёлок городского типа Локоть.

## География
Расположен на юго-востоке области. Площадь района — 1210 км². Основные реки — Крапивна, Нерусса.

## История
Район образован в 1929 году на территориальной основе Брасовской волости Севского уезда с одновременным включением в его состав территории Глодневского района Центрально-Чернозёмной области.
До 20 октября 1931 года райцентром являлось село Брасово — отсюда наименование района, сохранившееся до настоящего времени.
В 1929—1937 годах Брасовский район входил в состав Западной области, в 1937—1944 годах — в Орловскую область, с 1944 года — в Брянскую область.
Во время оккупации являлся центром Локотского самоуправления.

## Население
| 2002    | 2009    | 2010    | 2011    | 2012    | 2013    | 2014    | 2015    | 2016    |
| ------- | ------- | ------- | ------- | ------- | ------- | ------- | ------- | ------- |
| 24 972  | ↘22 598 | ↘21 471 | ↘21 423 | ↘21 022 | ↘20 723 | ↘20 514 | ↘20 190 | ↘20 078 |
| 2017    | 2018    | 2019    | 2020    | 2021    |         |         |         |         |
| ↘19 887 | ↘19 504 | ↘19 104 | ↘18 973 | ↘17 779 |         |         |         |         |

### Урбанизация
В городских условиях (пгт Локоть) проживают 47,63 % населения района.

### Национальный состав
По итогам переписи населения 2020 года проживали следующие национальности (национальности менее 0,1 % и другое, см. в сноске к строке «Другие»):
| Национальность | Численность, чел. | Доля     |
| -------------- | ----------------- | -------- |
| Русские        | 17 276            | 97,17 %  |
| Украинцы       | 79                | 0,44 %   |
| Армяне         | 57                | 0,32 %   |
| Цыгане         | 26                | 0,15 %   |
| Молдаване      | 23                | 0,13 %   |
| Другие         | 318               | 1,79 %   |
| Итого          | 17 779            | 100,00 % |

## Административно-муниципальное устройство
Брасовский район в рамках административно-территориального устройства области, включает 11 административно-территориальных единиц, в том числе 1 поселковый административный округ и 10 сельских административных округов.
Брасовский муниципальный район в рамках муниципального устройства, включает 11 муниципальных образований нижнего уровня, в том числе 1 городское поселение и 10 сельских поселений:
| №  | Муниципальное образование          | Административный центр | Количество населённых пунктов | Население (чел.) | Площадь (км²) |
| -- | ---------------------------------- | ---------------------- | ----------------------------- | ---------------- | ------------- |
| 1  | Локотское городское поселение      | пгт Локоть             | 5                             | ↘9710            | 62,70         |
| 2  | Брасовское сельское поселение      | село Брасово           | 1                             | ↘1241            | 24,10         |
| 3  | Веребское сельское поселение       | село Веребск           | 17                            | ↗389             | 168,60        |
| 4  | Вороновологское сельское поселение | посёлок Воронов Лог    | 4                             | ↗1078            | 46,90         |
| 5  | Глодневское сельское поселение     | село Глоднево          | 7                             | ↗844             | 87,50         |
| 6  | Добриковское сельское поселение    | село Добрик            | 10                            | ↘559             | 128,30        |
| 7  | Дубровское сельское поселение      | село Дубровка          | 7                             | ↗528             | 114,90        |
| 8  | Крупецкое сельское поселение       | деревня Крупец         | 6                             | ↘762             | 149,70        |
| 9  | Погребское сельское поселение      | деревня Погребы        | 2                             | ↘1403            | 86,00         |
| 10 | Сныткинское сельское поселение     | деревня Сныткино       | 8                             | ↗737             | 124,10        |
| 11 | Столбовское сельское поселение     | село Столбово          | 15                            | ↘528             | 192,53        |

## Населённые пункты
В Брасовском районе 82 населённых пункта.
| №  | Населённый пункт  | Тип     | Население | Муниципальное образование          |
| -- | ----------------- | ------- | --------- | ---------------------------------- |
| 1  | Александровское   | село    | ↘17       | Погребское сельское поселение      |
| 2  | Андрынки          | деревня | →0        | Веребское сельское поселение       |
| 3  | Балымово          | деревня | ↘8        | Добриковское сельское поселение    |
| 4  | Брасово           | село    | ↘1241     | Брасовское сельское поселение      |
| 5  | Буда              | посёлок | ↘9        | Столбовское сельское поселение     |
| 6  | Вежонка           | деревня | ↘26       | Глодневское сельское поселение     |
| 7  | Веребск           | село    | ↘173      | Веребское сельское поселение       |
| 8  | Верхнее           | село    | ↘25       | Столбовское сельское поселение     |
| 9  | Верхний Городец   | деревня | →0        | Веребское сельское поселение       |
| 10 | Весёлый Кут       | посёлок | →1        | Локотское городское поселение      |
| 11 | Ветряк            | посёлок | ↘8        | Столбовское сельское поселение     |
| 12 | Воронов Лог       | посёлок | ↗289      | Вороновологское сельское поселение |
| 13 | Вынчебесы         | деревня | ↘13       | Добриковское сельское поселение    |
| 14 | Глоднево          | село    | ↘737      | Глодневское сельское поселение     |
| 15 | Городище 1-е      | деревня | ↘404      | Вороновологское сельское поселение |
| 16 | Городище 2-е      | деревня | ↘30       | Столбовское сельское поселение     |
| 17 | Горякина          | деревня | ↘1        | Веребское сельское поселение       |
| 18 | Гремучее          | посёлок | ↘5        | Столбовское сельское поселение     |
| 19 | Добрик            | село    | ↘336      | Добриковское сельское поселение    |
| 20 | Дубрава           | посёлок | ↘4        | Веребское сельское поселение       |
| 21 | Дубровка          | село    | ↘294      | Дубровское сельское поселение      |
| 22 | Екатериновка      | посёлок | ↘1        | Дубровское сельское поселение      |
| 23 | Есино             | посёлок | ↘28       | Столбовское сельское поселение     |
| 24 | Ждановка          | деревня | ↘5        | Добриковское сельское поселение    |
| 25 | Жучок             | посёлок | ↗35       | Столбовское сельское поселение     |
| 26 | Заря              | посёлок | ↘14       | Столбовское сельское поселение     |
| 27 | Звезда            | посёлок | →0        | Сныткинское сельское поселение     |
| 28 | Зуево             | посёлок | ↘22       | Столбовское сельское поселение     |
| 29 | Казинка           | деревня | ↘16       | Глодневское сельское поселение     |
| 30 | Калошичье         | село    | ↘21       | Дубровское сельское поселение      |
| 31 | Каменка           | посёлок | ↘1734     | Локотское городское поселение      |
| 32 | Клинское          | село    | ↘4        | Дубровское сельское поселение      |
| 33 | Коллективист      | посёлок | ↘23       | Дубровское сельское поселение      |
| 34 | Коммуна «Пчела»   | посёлок | ↘216      | Крупецкое сельское поселение       |
| 35 | Коммунар          | посёлок | ↗58       | Добриковское сельское поселение    |
| 36 | Коробкина         | деревня | ↘0        | Дубровское сельское поселение      |
| 37 | Коростель         | деревня | ↘5        | Добриковское сельское поселение    |
| 38 | Красное           | посёлок | ↘299      | Дубровское сельское поселение      |
| 39 | Красное Поле      | посёлок | ↘19       | Локотское городское поселение      |
| 40 | Краснополье       | деревня | ↘9        | Глодневское сельское поселение     |
| 41 | Красный Колодец   | посёлок | ↘397      | Вороновологское сельское поселение |
| 42 | Кретово           | село    | →86       | Добриковское сельское поселение    |
| 43 | Кропотово         | село    | ↘61       | Сныткинское сельское поселение     |
| 44 | Крупец            | деревня | ↘582      | Крупецкое сельское поселение       |
| 45 | Летча             | посёлок | ↗231      | Столбовское сельское поселение     |
| 46 | Локоть            | пгт     | ↘8469     | Локотское городское поселение      |
| 47 | Лубенск           | деревня | ↘10       | Веребское сельское поселение       |
| 48 | Майский Жук       | посёлок | →0        | Вороновологское сельское поселение |
| 49 | Нижнее Городище   | посёлок | ↘2        | Столбовское сельское поселение     |
| 50 | Нижний Городец    | деревня | ↘33       | Веребское сельское поселение       |
| 51 | Николаевский      | посёлок | ↘29       | Сныткинское сельское поселение     |
| 52 | Новое             | деревня | ↘22       | Столбовское сельское поселение     |
| 53 | Новый Добрик      | посёлок | ↘18       | Добриковское сельское поселение    |
| 54 | Осотское          | деревня | ↘265      | Сныткинское сельское поселение     |
| 55 | Пахарь            | посёлок | →0        | Сныткинское сельское поселение     |
| 56 | Перескоки         | деревня | ↘62       | Глодневское сельское поселение     |
| 57 | Петрилово         | деревня | →0        | Сныткинское сельское поселение     |
| 58 | Погребы           | деревня | ↘1484     | Погребское сельское поселение      |
| 59 | Пожар             | посёлок | ↘5        | Глодневское сельское поселение     |
| 60 | Рассошка          | деревня | ↘20       | Сныткинское сельское поселение     |
| 61 | Репье             | посёлок | ↘23       | Столбовское сельское поселение     |
| 62 | Сергеева          | деревня | ↘0        | Веребское сельское поселение       |
| 63 | Сныткино          | деревня | ↘430      | Сныткинское сельское поселение     |
| 64 | Столбово          | село    | ↘222      | Столбовское сельское поселение     |
| 65 | Суслова           | село    | →0        | Веребское сельское поселение       |
| 66 | Тарасовка         | деревня | ↘7        | Крупецкое сельское поселение       |
| 67 | Телятниково       | село    | →5        | Добриковское сельское поселение    |
| 68 | Троицконикольский | посёлок | ↘0        | Глодневское сельское поселение     |
| 69 | Турищево          | село    | ↗46       | Веребское сельское поселение       |
| 70 | Фоменок           | посёлок | ↘6        | Веребское сельское поселение       |
| 71 | Фошня             | деревня | ↘10       | Столбовское сельское поселение     |
| 72 | Хитров            | посёлок | →3        | Веребское сельское поселение       |
| 73 | Холмецкий Хутор   | село    | ↗48       | Крупецкое сельское поселение       |
| 74 | Холмечь           | деревня | ↘24       | Крупецкое сельское поселение       |
| 75 | Хотеева           | село    | ↘189      | Добриковское сельское поселение    |
| 76 | Хрипкова          | деревня | ↘5        | Веребское сельское поселение       |
| 77 | Чаянка            | село    | →96       | Веребское сельское поселение       |
| 78 | Чернечек          | посёлок | ↘8        | Веребское сельское поселение       |
| 79 | Чистополянский    | посёлок | ↘64       | Локотское городское поселение      |
| 80 | Шевякина          | деревня | ↘10       | Веребское сельское поселение       |
| 81 | Шемякино          | деревня | ↘3        | Крупецкое сельское поселение       |
| 82 | Щепятина          | деревня | →0        | Веребское сельское поселение       |

## Строительство
Строится хирургический корпус в п. Локоть.
Строятся два многоквартирных дома по улице Северная.

## Транспорт
Через район проходят железная дорога Брянск-Льгов, автомагистраль М3 Москва—Киев. Все сельские поселения связаны с райцентром местным автобусным сообщением.

## СМИ
Выходила газета «Говорит Локоть».

## Достопримечательности
- Действующий монастырь Площанская пустынь